# Femi Olujobi
Olufemi Anthony "Femi" Olujobi (Brentwood (Nueva York), 5 de marzo de 1996) es un baloncestista estadounidense con nacionalidad jamaicana que pertenece a la plantilla del Kaohsiung 17LIVE Steelers de la P. League+ taiwanesa. Con 2,06 metros de estatura, juega en la posición de ala-pívot.

## Trayectoria deportiva
Es un ala-pívot formado a caballo entre Oakland Golden Grizzlies en el que jugó desde 2014 a 2016, una temporada en North Carolina A&T Aggies y otra temporada en DePaul Blue Demons.
Tras no ser elegido en el Draft de la NBA de 2019, en verano de 2019, firma un contrato por el Krepšinio klubas Lietkabelis de la Lietuvos Krepšinio Lyga lituana para debutar como profesional durante la temporada 2019-20, en la que jugó 17 partidos promediando 10,84 puntos de media. También disputaría 10 partidos de la Basketball Champions League en los que promedia 4,41 puntos por encuentro.
El 12 de febrero de 2020, firma por el KK MZT Skopje de la Makedonska Prva Liga (baloncesto).
El 28 de agosto de 2021, firma por el ESSM Le Portel del Ligue Nationale de Basket-ball.